# Tennevoll
Tennevoll ist eine Ortschaft in der norwegischen Kommune Lavangen, gelegen in der Provinz (Fylke) Troms. Der Ort stellt das Verwaltungszentrum von Lavangen dar und hat 300 Einwohner (Stand: 1. Januar 2024).

## Geografie
Tennevoll ist ein sogenannter Tettsted, also eine Ansiedlung, die für statistische Zwecke als ein Gebiet gezählt wird. Der Ort liegt an der Spitze des Fjords Lavangen. Der Fylkesvei 84 stellt die Verbindung zur Europastraße 6 (E6) her.